# Seham Sawalhy
Seham Sawalhy (* 14. April 1991) ist eine ägyptische Taekwondoin. Sie startet in der Gewichtsklasse bis 67 Kilogramm.
Ihre ersten internationalen Titelkämpfe bestritt Sawalhy bei der Juniorenweltmeisterschaft 2006 in Vietnam, wo sie in der Klasse bis 63 Kilogramm das Achtelfinale erreichte. Im folgenden Jahr startete sie erstmals im Erwachsenenbereich bei der Weltmeisterschaft 2007 in Peking, schied jedoch in ihrem Auftaktkampf aus. 2008 gewann Sawalhy schließlich bei der Juniorenweltmeisterschaft in Izmir mit Silber ihre erste internationale Medaille. Auch bei der Universiade 2011 in Shenzhen war sie erfolgreich. Sie erreichte in der Klasse bis 67 Kilogramm das Halbfinale und errang Bronze. Beim internationalen Olympiaqualifikationsturnier 2011 in Baku verpasste sie nach einer Niederlage gegen Elin Johansson im entscheidenden Kampf um den dritten Platz zunächst die direkte Qualifikation für die Olympischen Spiele 2012 in London, gewann aber zu Beginn des Jahres 2012 mit einem Finalsieg gegen Ruth Gbagbi in der Klasse bis 67 Kilogramm das afrikanische Qualifikationsturnier in Kairo und sicherte sich ihre Teilnahme an den Spielen.